# Torymus larreae
Torymus larreae är en stekelart som beskrevs av Grissell 1976. Torymus larreae ingår i släktet Torymus och familjen gallglanssteklar. Inga underarter finns listade i Catalogue of Life.